# 法國—馬達加斯加關係
法國－馬達加斯加關係（法語：Relations entre la France et Madagascar）是指法兰西共和国与马达加斯加共和国之间的外交关系。法国从1895年开始控制马达加斯加，直到1960年马达加斯加脱离法国独立。两国目前均为法语国家及地区国际组织和联合国的成员。

## 历史
1643年，法国东印度公司来到马达加斯加，并在南部的多芬堡（今天的陶拉纳鲁）建造了一座堡垒。在接下来的30年里，法国人一直在那里维护着堡垒，直到1674年。从那时起，许多法国海盗就在该岛上活动，并在附近的布拉哈岛上安家。
1883年，法国政府向马达加斯加派遣了一支军事远征队，这支远征队很快升级为马达加斯加人和法国人之间的武装冲突，亦即第一次馬達加斯加遠征。战后，马达加斯加政府被迫承认了法国对安齐拉纳纳、貝島及布拉哈島的领有。战争结束后不久，法国再次发动了对马达加斯加的远征，1895年，臘納瓦洛娜三世女王宣布投降，1896年马达加斯加被法国吞并，法国殖民政府亦放逐了女王及马达加斯加首相赖尼莱亚里沃尼。
法国占领马达加斯加后，于1896年废除了奴隶制，并开始在马达加斯加各地实行义务教育，强制马达加斯加儿童在学校学习法语和实践技能。以劳动形式缴纳税款的梅里纳王室传统在法国人统治时期得以保留，并修建了主要沿海城市到塔那那利佛之间的铁路和公路。第一次世界大战期间，马达加斯加人组成的军队也为法国作战，以抵抗德意志帝国的入侵。1958年10月14日，马尔加什共和国宣告成立，为法兰西共同体中的自治国。1959年宪法通过结束了临时政府时期，1960年6月26日，马尔加什共和国完全独立。但法国对于马达加斯加多方面的影響仍然通過马达加斯加在法國大量的僑民、法語國家組織等延續至今。马达加斯加首任总统菲利贝尔·齐拉纳纳领导下的马达加斯加政府更是在经济和政治上维持了与法国强烈的联系。马达加斯加国内许多高级技术职务都由法籍人士出任，全国各地的学校也继续沿用法语教师、教材和课程。

## 领土争端

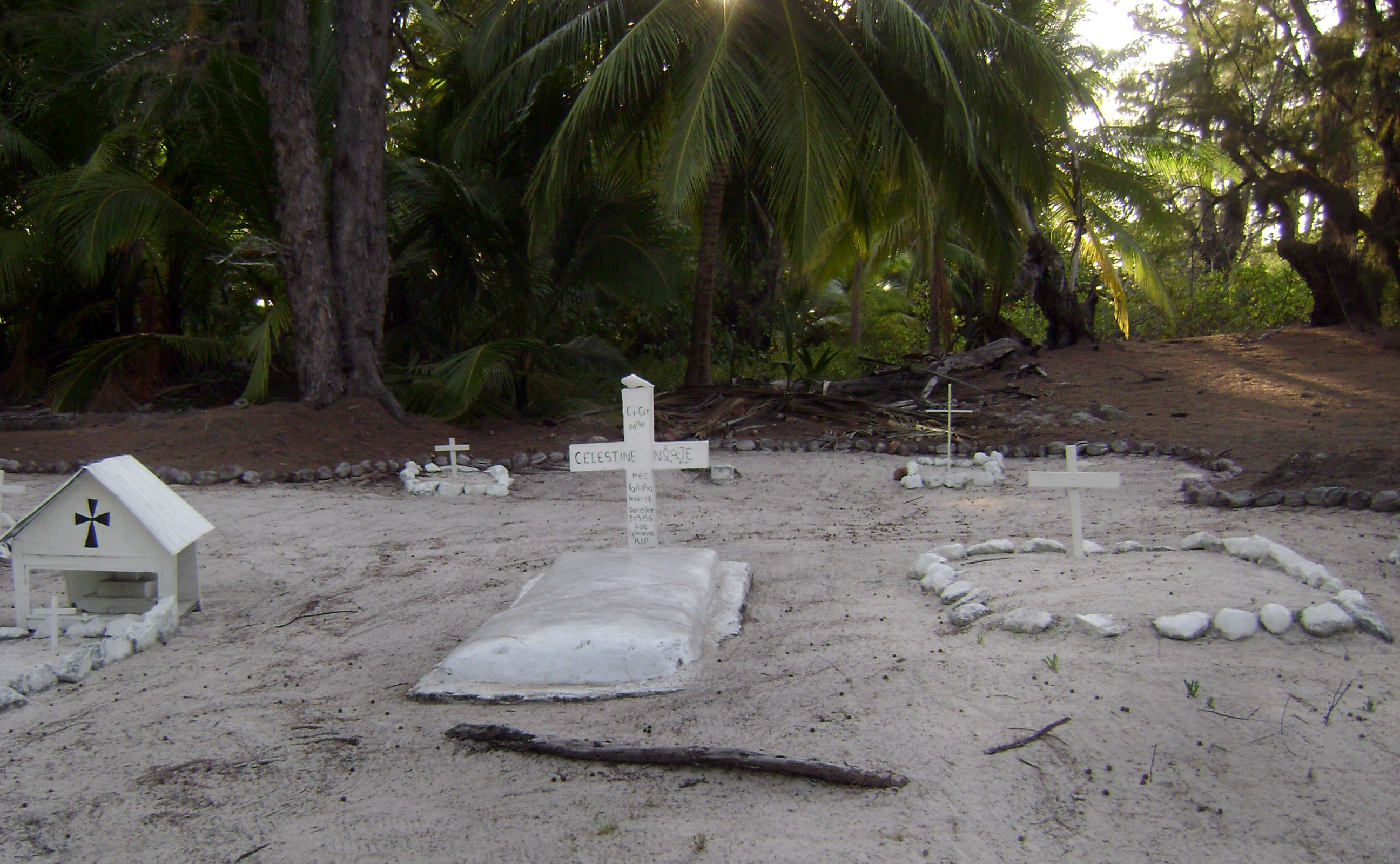
格洛里厄斯群岛上的墓园

马达加斯加宣称对于法国实际统治的欧罗巴岛、格洛里厄斯群岛、百合岛、印度礁、新胡安岛等岛屿拥有主权，马达加斯加政府曾经与法国政府探讨共同管理这些岛屿的可能性，但遭到了法国政府的拒绝。